# 擅長捉弄人的高木同學 (動畫)
《擅長捉弄人的高木同學》是根據山本崇一朗創作的日本漫畫《擅長捉弄人的高木同學》和《明天星期六》改編的動畫作品。

## 概要
2017年7月，原作漫畫改編電視動畫由新銳動畫製作，之後於2018年1月8日首播，另外有製作一集OVA。第2季於2019年7月7日播出；第3季則於2022年1月8日播出。其中《明天星期六》的部分漫畫內容，也有穿插在各季的電視動畫當中。電影版動畫《劇場版 擅長捉弄人的高木同學》於2022年6月10日在日本上映。

## 登場人物
- 西片－聲：梶裕貴
- 高木－聲：高橋李依
- 美奈－聲：小原好美
- 友加里－聲：M·A·O
- 早苗－聲：小倉唯
- 中井－聲：內田雄馬
- 真野－聲：小岩井小鳥

## 製作
在2017年8月号的《月刊少年Sunday》中，發表了要將《擅長捉弄人的高木同學》改編成電視動畫的消息。動畫內容是由新銳動畫公司負責製作，赤城博昭擔任導演。第1季動畫之後於2018年1月8日在東京都會電視台等日本國內電視台公開，共播放12個集數。OVA版動畫部份，是在2018年7月12日隨漫畫單行本第9卷一同發售。電視動畫第2季的消息，是在2019年2月號的《月刊少年Sunday》上由山本崇一朗透過漫畫的方式向讀者宣布，之後在2019年7月7日起和第1季相同共播出12集。第3季消息是2021年9月1日在山本崇一朗與電視動畫的官方推特上宣布，安排於2022年1月7日公開。
另外在第1季於2018年3月底播放結束後，曾在4月1日愚人節的前一天，從動畫官方推特上宣布一個捉弄觀眾的虛假企劃。該惡作劇內容是提到將準備進行製作高木在過去小學時期生活的動畫節目，並煞有其事地刊登一幅小學生模樣高木的宣傳海報。

### 方向
對於動畫版本高木同學的表現上，作者山本崇一朗是選擇放手讓製作團隊盡情發揮，唯一提出的請求是，不要讓觀眾會有高木的捉弄行為是出自於惡意的感覺。
因原作漫畫本身是單元劇的形態，導演赤城博昭一開始打算讓動畫版像是那種在劇情上不會讓觀眾有時間變化的模式。之後赤城博昭為了取景，前往了小豆島一趟，在經歷一場收穫豐富的旅行後，赤城博昭改變了想法，要讓作品帶有寫實的味道，並添加高木與西片心境上逐漸轉變的過程。為了讓劇情能有時間上的變化，赤城博昭重新整理了原作漫畫各章節內容，設法找出各章節裡剛好能互相對應的細節來整合劇情。例如在第1季第12集《入學式》中回憶過去新生入學時，西片因撿到高木遺失的手帕，而有機會與高木相識的情節裡，就是與先前第六集的《暑假第一天》裡，高木借給西片使用的手帕是同一條東西。
考慮到如果動畫一整集30分鐘裡都是高木與西片兩人的對手戲，內容可能會不夠豐富，赤城博昭想到在原作裡客串的美奈、早苗、友加里三名角色，有專屬的作品《明天星期六》，便採用《明天星期六》的一些章節內容，作為穿插在動畫各集裡的小劇場。

### 作畫
負責此動畫的作畫監督是由茂木塚次擔任。一些高木和西片在教室裡對談的片段中，為了表現出彷彿像是世界只有她們兩人的氣氛，以及高木和西片像是現實裡存在人物的感覺，會對背景的人物作散景效果處理。其中茂木塚次在作品裡印象最深刻的地方，是在第1季第11集《會心一擊》裡，高木被西片所説出話感到心動的段落。茂木塚次在檢查這一段的動畫時，擅自對她的眼睛添加亮點效果，想表現出高木因內心感動而讓瞳孔溼潤的感覺。
動畫裡的角色設計則由高野綾負責。在描繪此作角色的過程當中，高木同學對高野綾來說意外地難畫。高野綾認為高木頭部整體形狀的平衡點不好抓，另外在高木頭前左右兩邊像是長角模樣的髮型，也是很難畫出有原作者山本崇一朗韻味的地方。
在動畫的場景方面，起初赤城博昭曾詢問山本崇一朗有關漫畫的舞台背景來源時，山本崇一朗表示並沒有特別以某個地點為參考，就純粹憑印象畫出一個不是都市的地方。之後想到山本崇一朗本身是香川縣小豆島的當地人時，赤城博昭決定帶領製作團隊到小豆島的土庄町一帶取景，當地不少相關景點隨後有引用在動畫裡，像是山本過去就讀的母校土庄中學校，就是動畫中高木就讀學校的造型來源。
在第1季的開頭動畫中，為了讓觀衆有高木和西片就是住在某個地方人物的感覺，有特別在背景添加許多與小豆島相關的場景、名產、或是在地生物，例如位於土庄港的雕塑作品太陽的贈禮、小豆島橄欖公園的希臘風車、當地的動植物橄欖、蒼鷺、清白招潮蟹等等。結尾動畫的表現上，則著重在季節感的變化，會在間隔幾集切換成不同季節的風味。
- 動畫版裡高木就讀的學校是以土庄町立土庄中學校（日语：土庄町立土庄中学校）作為造型範本[20]。
- 採用在動畫第1季開頭的天使之路海岸沙洲[20]。
- 西光寺（日语：西光寺 (香川県土庄町)）周邊是第2季第4集中高木與西片行經的小路[24]。
- 出現在第2季第11集的土渕海峽場景[25]。
- 採用在第1季開頭動畫與第3季宣傳海報的位於土庄港（日语：土庄港）一帶雕塑作品「太陽的贈禮」（左下圓環），[22]與第3季第9集劇情裡提及的四國渡輪（日语：四国フェリー）船隻。

### 配音
動畫裡高木與西片的配音，分別由高橋李依與梶裕貴擔任，兩人同時額外配音劇中西片喜歡的漫畫《單戀100%》裡頭，主角心動子和帥哥。
在表現的要點上，赤城博昭有指示出高木與西片之間彼此的距離感會隨著集數逐漸拉進，因此在後半段兩人之間對話的節奏要較緩和。雖然劇情中有許多高木捉弄西片的場合，高橋李依在配音的時候，會讓心中維持著「高木並非壞孩子」的意識來演出。梶裕貴對於自己飾演的角色西片，認為他幾乎在每一集都會唸到的一句台詞「可惡的高木同學」，即能表現出西片的懊悔心情，也能讓觀眾對西片這名角色覺得可愛而會心一笑，可說是個代表西片象徵的台詞。
在配音過程裡感到印象深刻的場景方面，高橋李依表示第1季最後一集的結尾中，高木發現到西片在還她的手帕裡偷塞了感謝她的小紙張後，忍不住在床上興奮亂踢的一幕，搭配著穿插時機恰到好處的片尾曲，讓她也一同融入了高木的心情。梶裕貴則提出在第1季第11集的《會心一擊》中，西片無意間說出的一句話讓高木瞬間心動臉紅，此場面搭配高橋李依的配音，是一段相當精彩的演出。

## 歌曲
動畫第1、2、3季的開頭曲與片尾曲，各別皆由歌手大原由衣子與在動畫裡配音的高橋李依來演唱。其中片尾曲的表現上，要讓觀眾有高木去卡拉OK店唱歌的感覺，曲目的安排便以翻唱過去的流行歌曲為主，也因此讓高橋李依是以高木的名義來演唱。
| 類型      | 採用集數            | 曲名                 | 作詞                                                         | 作曲                   | 編曲      | 演唱 | 原唱                 |
| 第1季曲目 | 第1季曲目           | 第1季曲目            | 第1季曲目                                                    | 第1季曲目              | 第1季曲目 | 第1季曲目 | 第1季曲目            |
| --------- | ------------------- | -------------------- | ------------------------------------------------------------ | ---------------------- | --------- | --- | -------------------- |
| 開頭曲    | 全集數              | 但我才不會說出口呢。 | 大原由衣子                                                   | 大原由衣子             | 吉田穰    | 大原由衣子 | 大原由衣子           |
| 片尾曲    | 第1、2集、OVA       | 搖擺不定的羅曼蒂克   | 水野良樹                                                     | 水野良樹               | el        | 高木同學（高橋李依） | 生物股長             |
| 片尾曲    | 第3、4集            | AM11:00              | TUN                                                          | TUN                    | 吉田穰    | 高木同學（高橋李依） | HY                   |
| 片尾曲    | 第5、6集            | 腳踏車               | 磯谷有希                                                     | 恩田快人               | 吉田穰    | 高木同學（高橋李依） | JUDY AND MARY        |
| 片尾曲    | 第7、8集            | 起風之戀             | 高橋久美子                                                   | 橋本繪莉子             | 吉田穰    | 高木同學（高橋李依） | Chatmonchy           |
| 片尾曲    | 第9、10集           | 小小恋歌             | 上江洌清作                                                   | MONGOL800              | 吉田穰    | 高木同學（高橋李依） | MONGOL800            |
| 片尾曲    | 第11集              | 愛歌                 | GReeeeN                                                      | GReeeeN                | 吉田穰    | 高木同學（高橋李依） | GReeeeN              |
| 片尾曲    | 第12集              | 彷如相逢時           | 五十嵐充                                                     | 五十嵐充               | 吉田穰    | 高木同學（高橋李依） | 小事樂團             |
| 第2季曲目 |                     |                      |                                                              |                        |           | |                      |
| 開頭曲    | 全集數              | Zero Centimetres     | 大原由衣子                                                   | 大原由衣子             | 吉田穰    | 大原由衣子 | 大原由衣子           |
| 片尾曲    | 第1集               | 奏 (無限開關歌曲)    | 大橋卓彌                                                     | 常田真太郎             | 久下真音  | 高木同學（高橋李依） | 無限開關             |
| 片尾曲    | 第2集               | 粉雪                 | 藤卷亮太                                                     | 藤卷亮太               | 久下真音  | 高木同學（高橋李依） | Remioromen           |
| 片尾曲    | 第3、4集            | 奇蹟                 | GReeeeN                                                      | GReeeeN                | 久下真音  | 高木同學（高橋李依） | GReeeeN              |
| 片尾曲    | 第5、6集            | 感謝                 | 水野良樹                                                     | 水野良樹               | 久下真音  | 高木同學（高橋李依） | 生物股長             |
| 片尾曲    | 第7集               | STARS                | 秋元康                                                       | 川口大輔               | 久下真音  | 高木同學（高橋李依） | 中島美嘉             |
| 片尾曲    | 第8、9集            | 特別為你             | 上江洌清作                                                   | MONGOL800              | 久下真音  | 高木同學（高橋李依） | MONGOL800            |
| 片尾曲    | 第10、11集          | 但我才不會說出口呢。 | 大原由衣子                                                   | 大原由衣子             | 久下真音  | 高木同學（高橋李依） | 大原由衣子           |
| 片尾曲    | 第12集              | 溫柔的感覺           | 恰拉                                                         | 恰拉                   | 久下真音  | 高木同學（高橋李依） | 恰拉                 |
| 插曲      | 第12集              | 你與光（）           | 大原由衣子                                                   | 大原由衣子             | MANYO     | 大原由衣子 | 大原由衣子           |
| 第3季曲目 |                     |                      |                                                              |                        |           | |                      |
| 開頭曲    | 全集數（第6集除外） | 率直的（）           | 大原由衣子                                                   | 大原由衣子             | 吉田穰    | 大原由衣子 | 大原由衣子           |
| 片尾曲    | 第1集               | 如果能在夢中相遇     | 大瀧詠一                                                     | 大瀧詠一               | 久下真音  | 高木同學（高橋李依） | 大瀧詠一             |
| 片尾曲    | 第2、3集            | Over Drive           | YUKI                                                         | TAKUYA                 | 久下真音  | 高木同學（高橋李依） | JUDY AND MARY        |
| 片尾曲    | 第4、5集            | 向日葵的约定         | 秦基博                                                       | 秦基博                 | 久下真音  | 高木同學（高橋李依） | 秦基博               |
| 片尾曲    | 第6集               | 學園天國             | 阿久悠                                                       | 井上大輔               | 久下真音  | - 高木同學（高橋李依） - 西片（梶裕貴） - 木村（落合福嗣） - 高尾（岡本信彦） - 美奈（小原好美） - 友加里（M·A·O） - 早苗（小倉唯） | Finger 5             |
| 片尾曲    | 第7、8集            | JOYFUL               | 水野良樹                                                     | 水野良樹               | 久下真音  | 高木同學（高橋李依） | 生物股長             |
| 片尾曲    | 第9集               | 聖誕老人進城來       | - 哈文·葛萊斯比（英文原版歌詞） - 神戶孝夫（日文翻譯版歌詞） | 約翰·弗雷德瑞克·庫特斯 | 久下真音  | 高木同學（高橋李依） | 1930年代傳統聖誕歌謠 |
| 片尾曲    | 第10、11集          | Snow Magic Fantasy   | Fukase                                                       | Nakajin                | 久下真音  | 高木同學（高橋李依） | SEKAI NO OWARI       |
| 片尾曲    | 第12集              | 花                   | ORANGE RANGE                                                 | ORANGE RANGE           | 久下真音  | 高木同學（高橋李依） | ORANGE RANGE         |
| 插曲      | 第2集               | Runner               | 太陽廣場中野君                                               | 方奇末吉               | 堤博明    | 高木同學（高橋李依） | 爆風 Slump           |
| 插曲      | 第6集               | 搖擺不定的羅曼蒂克   | 水野良樹                                                     | 水野良樹               | el        | - 美奈（小原好美） - 友加里（M·A·O） - 早苗（小倉唯）                                                                               | 生物股長             |
| 插曲      | 第9集               | 我想成為聖誕老人（） | 大原由衣子                                                   | 大原由衣子             | manzo     | 大原由衣子 | 大原由衣子           |
| 插曲      | 第12集              | 找到風向標（）       | 大原由衣子                                                   | 大原由衣子             | MANYO     | 大原由衣子 | 大原由衣子           |

## 各話列表
| 話數   | 日文標題 | 中文標題     | 劇本       | 分鏡                    | 演出                | 作畫監督 |
| 第1季  | 第1季    | 第1季        | 第1季      | 第1季                   | 第1季               | 第1季 |
| ------ | -------- | ------------ | ---------- | ----------------------- | ------------------- | --- |
| 第1話  |          | 橡皮擦       | 橫手美智子 | 赤城博昭                | 大嶋博之            | 茂木琢次 |
| 第1話  |          | 值日生       | 橫手美智子 | 大嶋博之                | 大嶋博之            | 野田康行 |
| 第1話  | 鬼臉     |              | 橫手美智子 | 大嶋博之                | 大嶋博之            | 野田康行 |
| 第1話  |          | 百圓         | 橫手美智子 | 大嶋博之                | 大嶋博之            | 待田新次 |
| 第2話  |          | 練字         | 橫手美智子 | 鈴木大司                | 鈴木大司            | 秦洋美 |
| 第2話  |          | 換季         | 橫手美智子 | 鈴木大司                | 鈴木大司            | 近藤奈都子 |
| 第2話  |          | 英譯         | 橫手美智子 | 鈴木大司                | 鈴木大司            | 釘宮洋 |
| 第2話  |          | 游泳池       | 橫手美智子 | 鈴木大司                | 鈴木大司            | 岩永大藏 |
| 第3話  |          | 咖啡         | 待田堂子   | 朴京順                  | 朴京順              | 秦洋美 |
| 第3話  |          | 空罐         | 待田堂子   | 朴京順                  | 朴京順              | 中野彰子 |
| 第3話  |          | 碳酸飲料     | 待田堂子   | 朴京順                  | 朴京順              | 秦洋美 |
| 第3話  |          | 鍛鍊肌肉     | 待田堂子   | 朴京順                  | 朴京順              | 中野彰子 |
| 第3話  |          | 配音         | 待田堂子   | 朴京順                  | 朴京順              | 秦洋美 |
| 第3話  |          | 傘           | 待田堂子   | 朴京順                  | 朴京順              | 諏訪壯大 |
| 第4話  |          | 值日打掃     | 坪田文     | 鈴木恭兵                | 鈴木恭兵            | 野田康行 |
| 第4話  |          | 翻單槓       | 坪田文     | 鈴木大司                | 佐藤真人            | 宍戶久美子 |
| 第4話  |          | 感冒         | 坪田文     | 鈴木恭兵                | 鈴木恭兵            | 野田康行 |
| 第4話  |          | 跟蹤         | 坪田文     | 鈴木大司                | 佐藤真人            | 宍戶久美子 |
| 第5話  |          | 考前複習     | 橫手美智子 |                         | 藤井康晶            | 大豆一博 |
| 第5話  | 考試     |              | 橫手美智子 |                         | 藤井康晶            | 大豆一博 |
| 第5話  | 成績公佈 |              | 橫手美智子 |                         | 藤井康晶            | 大豆一博 |
| 第5話  | 書店     |              | 橫手美智子 |                         | 藤井康晶            | 大豆一博 |
| 第5話  | 避雨     |              | 橫手美智子 |                         | 藤井康晶            | 大豆一博 |
| 第6話  |          | 兩人共乘     | 待田堂子   | 宇根信也                | 宇根信也            | 服部益實 |
| 第6話  |          | 暑假第一天   | 待田堂子   | 宇根信也                | 宇根信也            | 釘宮洋 |
| 第6話  |          | 試膽         | 待田堂子   | 宇根信也                | 宇根信也            | 釘宮洋、北村晉哉 |
| 第6話  |          | 自由研究     | 待田堂子   | 宇根信也                | 宇根信也            | 釘宮洋 |
| 第6話  |          | 水龍頭       | 待田堂子   | 宇根信也                | 宇根信也            | 服部益實 |
| 第7話  |          | 購物         | 坪田文     | 大嶋博之、牛草健        | 大嶋博之、牛草健    | 岩永大藏、小澤和則 |
| 第7話  |          | 泳衣         | 坪田文     | 大嶋博之                | 大嶋博之            | 諏訪大藏、小澤和則 |
| 第7話  |          | 海           | 坪田文     | 大嶋博之                | 大嶋博之            | 小澤和則 |
| 第7話  |          | 房間         | 坪田文     | 大嶋博之                | 大嶋博之            | 岩永大藏、小澤和則 |
| 第8話  |          | 颱風         | 橫手美智子 | 朴京順                  | 小倉宏文            | 岩永大藏、小澤和則 |
| 第8話  |          | 馬拉松       | 橫手美智子 | 朴京順                  | 小倉宏文            | - 大武正枝、新村杏子 - 長島崇、岩永大藏 - 宍戶久美子                                                                                   |
| 第8話  |          | 側腹         | 橫手美智子 | 朴京順                  | 小倉宏文            | 宍戶久美子 |
| 第8話  |          | 留戀         | 橫手美智子 | 朴京順                  | 小倉宏文            | 本多美雪 |
| 第9話  |          | 手機         | 橫手美智子 | 松本理                  | 村田尚樹            | 岡昭彥 |
| 第9話  | 恐怖視訊 |              | 橫手美智子 | 松本理                  | 村田尚樹            | 岡昭彥 |
| 第9話  | 照片     |              | 橫手美智子 | 松本理                  | 村田尚樹            | 岡昭彥 |
| 第10話 |          | 比個子       | 坪田文     | 鈴木大司                | 宇根信也            | 中野彰子 |
| 第10話 |          | 怕冷         | 坪田文     |                         | 宇根信也            | 松尾亞希子 |
| 第10話 |          | 邀請         | 坪田文     | 宇根信也                | 宇根信也            | 松尾亞希子 |
| 第10話 |          | 二選一       | 坪田文     | 鈴木大司                | 宇根信也            | 中野彰子 |
| 第11話 |          | 貓咪         | 待田堂子   | 小倉宏文                | 佐藤真人            | 橋本勝巳 |
| 第11話 |          | 喜好         | 待田堂子   | 小倉宏文                | 佐藤真人            | 秦洋美 |
| 第11話 |          | 肖像畫       | 待田堂子   | 小倉宏文                | 佐藤真人            | 橋本勝巳 |
| 第11話 |          | 占卜         | 待田堂子   | 小倉宏文                | 佐藤真人            | 野田康行 |
| 第11話 | 會心一擊 |              | 待田堂子   | 小倉宏文                | 佐藤真人            | 野田康行 |
| 第12話 |          | 信           | 橫手美智子 | 深瀨重                  | 深瀨重              | 阿曾仁美 |
| 第12話 |          | 入學式       | 橫手美智子 |                         | 深瀨重              | 宍戶久美子 |
| 第12話 |          | 換座位       | 橫手美智子 | 牛草健                  | 深瀨重              | 岩永大藏 |
| OVA    |          | 滑水道       | 橫手美智子 | 赤城博昭、岩岡夢子      | 岩岡夢子            | 野田康行、岩永大蔵 |
| 第2季  |          |              |            |                         |                     | |
| 第1話  |          | 教科書       | 加藤還一   | 赤城博昭                | 岩岡夢子            | 川島尚 |
| 第1話  |          | 催眠術       | 加藤還一   | 赤城博昭                | 岩岡夢子            | 福田瑞穗 |
| 第1話  |          | 睡醒         | 加藤還一   | 赤城博昭                | 岩岡夢子            | 秦洋美 |
| 第1話  |          | 打水漂       | 加藤還一   | 赤城博昭                | 岩岡夢子            | 野田康行 |
| 第2話  |          | 冰           | 伊丹秋     | 深瀨重                  | 深瀨重              | 西田美彌子 |
| 第2話  |          | 外觀         | 伊丹秋     | 深瀨重                  | 深瀨重              | 前田義宏 |
| 第2話  |          | 瀏海         | 伊丹秋     | 深瀨重                  | 深瀨重              | 沼田廣 |
| 第2話  |          | 情人節       | 伊丹秋     | 深瀨重                  | 深瀨重              | 鎌田均、福田瑞穗 |
| 第3話  |          | 愚人節       | 加藤還一   | 松村樹里亞              | 松村樹里亞          | 阿曾仁美 |
| 第3話  |          | 賞花         | 加藤還一   | 松村樹里亞              | 松村樹里亞          | 別所 |
| 第3話  |          | 稱呼         | 加藤還一   | 岩岡夢子                | 松村樹里亞          | 中野江美子 |
| 第3話  |          | 升年級       | 加藤還一   | 岩岡夢子                | 松村樹里亞          | 岩永大藏 |
| 第4話  |          | 扳手腕       | 福田裕子   |                         | 大豆一博            | 大豆一博 |
| 第4話  | 大人味   |              | 福田裕子   |                         | 大豆一博            | 大豆一博 |
| 第4話  | 苦澀     |              | 福田裕子   |                         | 大豆一博            | 大豆一博 |
| 第4話  | 自行車   |              | 福田裕子   |                         | 大豆一博            | 大豆一博 |
| 第5話  |          | 提問         | 伊丹秋     | 宇根信也                | 宇根信也            | 岩永大藏 |
| 第5話  |          | 眉毛         | 伊丹秋     | 宇根信也                | 宇根信也            | 秦洋美 |
| 第5話  | 放學後   |              | 伊丹秋     | 宇根信也                | 宇根信也            | 秦洋美 |
| 第5話  |          | 生日快樂     | 伊丹秋     | 宇根信也                | 宇根信也            | 福田瑞穗 |
| 第5話  |          | 噴嚏         | 伊丹秋     | 宇根信也                | 宇根信也            | 野田康行 |
| 第6話  |          | 復仇         | 伊丹秋     | 關野關十                | 深瀨重              | 宍戶久美子 |
| 第6話  |          | 躲避球       | 伊丹秋     | 關野關十                | 深瀨重              | 澤田美香 |
| 第6話  |          | 買零食吃     | 伊丹秋     | 深瀨重                  | 深瀨重              | 宍戶久美子 |
| 第6話  |          | 約會         | 伊丹秋     | 吉川博明                | 深瀨重              | 茂木琢次 |
| 第7話  |          | 林間學校     | 加藤還一   | 赤城博昭                | 岩岡夢子            | - 中野江美子、阿曾仁美 - 別所、川島尚 - 岩永大藏、宍戶久美子                                                                           |
| 第8話  |          | 體育倉庫     | 福田裕子   | 朴京順                  | 村田尚樹            | 岡昭彥 |
| 第8話  |          | 醫務室       | 福田裕子   | 岩岡夢子                | 村田尚樹            | 岡昭彥 |
| 第8話  |          | 彩票         | 福田裕子   | 朴京順                  | 村田尚樹            | 岡昭彥 |
| 第9話  |          | 往那邊轉吧   | 福田裕子   | 松村樹里亞              | 朴京順              | 岩永大藏 |
| 第9話  | 特技     |              | 福田裕子   | 松村樹里亞              | 朴京順              | 岩永大藏 |
| 第9話  |          | 煩惱         | 福田裕子   | 松村樹里亞              | 朴京順              | 福田瑞穗 |
| 第9話  |          | 郵件         | 福田裕子   | 松村樹里亞              | 朴京順              | 秦洋美 |
| 第10話 |          | 眼藥水       | 福田裕子   | 吉川博明                | 伊福覺志            | 河合拓也 |
| 第10話 | 大新聞   |              | 福田裕子   | 吉川博明                | 伊福覺志            | 河合拓也 |
| 第10話 | 捉迷藏   |              | 福田裕子   | 吉川博明                | 伊福覺志            | 河合拓也 |
| 第10話 | 尋寶     |              | 福田裕子   | 吉川博明                | 伊福覺志            | 河合拓也 |
| 第11話 |          | 步數         | 加藤還一   | 岩岡夢子                | 松村樹里亞          | 宍戶久美子 |
| 第11話 |          | 煙花         | 加藤還一   | 櫻井弘明                | 松村樹里亞          | 宍戶久美子 |
| 第11話 |          | 禮物         | 加藤還一   | 小俣真一                | 松村樹里亞          | 中野江美子 |
| 第11話 |          | 約定         | 加藤還一   | 大地丙太郎              | 松村樹里亞          | 福田瑞穗 |
| 第12話 |          | 夏祭         | 伊丹秋     | 宇根信也                | 宇根信也            | - 茂木琢次、岩永大藏 - 阿曾仁美、別所 - 宍戶久美子、清水勝祐 - 中野江美子、福田瑞穗                                                    |
| 第3季  |          |              |            |                         |                     | |
| 第1話  |          | 握力器       | 福田裕子   | 藤井康晶                | 藤井康晶            | 阿曾仁美、橋本真希 |
| 第1話  |          | 曬黑         | 福田裕子   | 藤井康晶                | 藤井康晶            | - 依田正彦、阿曾仁美 - 秦洋美 |
| 第1話  |          | 新學期       | 福田裕子   | 藤井康晶                | 藤井康晶            | 福田瑞穗、陳達理 |
| 第2話  |          | 氣息         | 伊丹秋     | 宇根信也                | 宇根信也            | |
| 第2話  |          | 續・氣息     | 伊丹秋     | 宇根信也                | 宇根信也            | 秦洋美 |
| 第2話  |          | 檢查書包     | 伊丹秋     | 宇根信也                | 宇根信也            | 吉田和香子 |
| 第2話  |          | 圖書委員     | 伊丹秋     | 宇根信也                | 宇根信也            | 福田瑞穗、秦洋美 |
| 第2話  |          | 夕陽         | 伊丹秋     | 宇根信也                | 宇根信也            | - 、宇良隆太 - 大野勉 |
| 第3話  |          | 扇子         | 加藤還一   | 朴京順                  | 朴京順              | |
| 第3話  |          | 魔球         | 加藤還一   | 朴京順                  | 朴京順              | 阿曾仁美 |
| 第3話  |          | 拯救貓咪     | 加藤還一   | 櫻井弘明                | 朴京順              | - 川島尚、依田正彦 |
| 第3話  |          | 雨           | 加藤還一   | 朴京順                  | 朴京順              | - 大野勉、川島尚 - 依田正彦、高橋幸 |
| 第4話  |          | 換季         | 伊丹秋     | 今村洋輝                | 村田尚樹            | 岡昭彦 |
| 第4話  | 冬季制服 |              | 伊丹秋     | 今村洋輝                | 村田尚樹            | 岡昭彦 |
| 第4話  | 便當     |              | 伊丹秋     | 今村洋輝                | 村田尚樹            | 岡昭彦 |
| 第4話  |          | UFO          | 伊丹秋     | 松村樹里亞              | 村田尚樹            | 岡昭彦 |
| 第4話  | 晚上     |              | 伊丹秋     | 松村樹里亞              | 村田尚樹            | 岡昭彦 |
| 第5話  |          | 討厭的東西   | 加藤還一   | 今村洋輝                | 今村洋輝            | 大野勉 |
| 第5話  |          | 餃子         | 加藤還一   | 今村洋輝                | 陳達理              | 陳達理 |
| 第5話  |          | 角色決定     | 加藤還一   | 久野遙子                | 今村洋輝            | 陳達理 |
| 第5話  |          | 釣魚         | 加藤還一   | 岡本英樹                | 陳達理              | 陳達理 |
| 第6話  |          | 文化祭       | 福田裕子   | 藤井康晶                | - 藤井康晶 - 朴京順 | - 福田瑞穗、小和田良博 - 前田園香、五十嵐直子 - 小原佑太、中野江美子 - Studio MASSKET                                                  |
| 第7話  |          | 散步         | 伊丹秋     | 朴京順                  | 朴京順              | 川島尚 |
| 第7話  |          | 忘記帶的東西 | 伊丹秋     | 朴京順                  | 朴京順              | 松尾亞希子 |
| 第7話  |          | 聖誕老人？   | 伊丹秋     | 朴京順                  | 朴京順              | 大和田彩乃 |
| 第7話  |          | 針織品       | 伊丹秋     | 朴京順                  | 朴京順              | 福田瑞穗 |
| 第8話  |          | 繞路①        | 伊丹秋     | 西田章二                | 村田尚樹            | 岡昭彦 |
| 第8話  |          | 繞路②        | 伊丹秋     | 西田章二                | 村田尚樹            | 川島尚 |
| 第8話  |          | 繞路③        | 伊丹秋     | 西田章二                | 村田尚樹            | 秦洋美 |
| 第8話  | 繞路④    |              | 伊丹秋     | 西田章二                | 村田尚樹            | 秦洋美 |
| 第8話  |          | 出租DVD      | 伊丹秋     | 西田章二                | 村田尚樹            | 岡昭彦 |
| 第9話  |          | 聖誕節       | 伊丹秋     | - 松村樹里亞 - 今村洋輝 | 今村洋輝            | - 松尾亞希子、川島尚 - 勝又聖人、大野勉                                                                                                |
| 第10話 |          | 新年參拜     | 加藤還一   | 福田裕也                | 渡邊萬里恵          | 岡昭彦、森悦史 |
| 第10話 | 雪人     |              | 加藤還一   | 福田裕也                | 渡邊萬里恵          | |
| 第10話 |          | 過年         | 加藤還一   | 福田裕也                | 渡邊萬里恵          | 仁井宏隆 |
| 第10話 |          | 商量         | 加藤還一   | 大地丙太郎              | 渡邊萬里恵          | 岡昭彦 |
| 第11話 |          | 2月14日      | 福田裕子   | 宇根信也                | 陳達理              | - 秦洋美、大野勉 - 陳達理、江端恭平 - 飯田光尋、小原佑太 - 野田康行 - Studio MASSKET                                                   |
| 第12話 |          | 3月14日      | 福田裕子   | 吉川博明                | 別所                | - 柴田、松尾亞希子 - 岡田絵里香、野田康行 - 森智夫、川島尚 - 湯川純、牛之濱由惟 - 小野慎哉、松下清志 - 大野勉、別所 - 秦洋美、小原佑太 |

## 播放電視台
日本深夜動畫：下文記載的日本国内播放時間使用日本標準時間（UTC+9）表示。因為部分時間标识會採用30小时制，因此請留意这类超过24:00的时间，其實際播放時間為翌日清晨。
| 播放地区 | 播放电视台 | 播放日期               | 播放时间（UTC+9）         | 所属联播网 | 备注           |
| -------- | ---------- | ---------------------- | ------------------------- | ---------- | -------------- |
| 东京都   | TOKYO MX   | 2018年1月8日－3月26日  | 星期一 23时00分－23时30分 |            |                |
| 近畿地方 | 读卖电视台 | 2018年1月9日－3月27日  | 星期二 01时59分－02时29分 |            | 「MANPA」第1部 |
| 日本全国 | BS11       | 2018年1月10日－3月28日 | 星期三 01时30分－02时00分 | 卫星电视   | ANIME+节目     |

| 播放地區 | 播放電視臺    | 播放日期               | 播放時間（UTC+9）                | 備註           |
| -------- | ------------- | ---------------------- | -------------------------------- | -------------- |
| 東京都   | TOKYO MX      | 2019年7月7日－9月22日  | 星期日 23時30分－星期一 00時30分 |                |
| 日本全國 | AT-X          | 2019年7月8日－9月23日  | 星期一 22時00分－22時30分        |                |
| 近畿地方 | 讀賣電視臺    | 2019年7月9日－9月24日  | 星期二 02時29分－02時59分        | 「MANPA」第2部 |
| 日本全國 | BS日本        | 2019年7月9日－9月24日  | 星期二 23時30分－星期三 00時00分 | BS/BS4K畫質    |
| 日本國內 | J:COM Channel | 2019年7月10日－9月25日 | 星期三 23時30分－星期四 00時00分 | 有線電視       |
| 神奈川縣 | 神奈川電視台  | 2019年7月12日－9月27日 | 星期五 01時00分－01時30分        |                |
| 北海道   | 北海道放送    | 2019年7月18日－10月3日 | 星期四 02時26分－02時56分        |                |

| 播放地區 | 播放電視臺    | 播放日期               | 播放時間（UTC+9）          |
| -------- | ------------- | ---------------------- | -------------------------- |
| 日本全國 | AT-X          | 2022年1月8日－3月26日  | 星期四 21時00分－21時30分  |
| 日本全國 | J:COM Channel | 2022年1月11日－3月29日 | 星期二 01時00分－ 01時30分 |

| 播放地區 | 播放電視台 | 播放日期              | 播放時間（UTC+8）        | 所屬聯播網                       | 備註     |
| -------- | ---------- | --------------------- | ------------------------ | -------------------------------- | -------- |
| 香港     | Animax     | 2018年1月8日－3月26日 | 星期一 23時30分-00時00分 | 香港有線電視、Now TV、myTV Super | 新番急送 |
| 台灣     | Animax HD  | 2018年1月8日－3月26日 | 星期一 23時30分-00時00分 | 中華電信MOD                      | 新番急送 |

## 影音產品
動畫第1季和第2季集數的DVD與BD影碟皆一共6卷，分別各在2018年3月至7月、和2019年9月至2020年2月期間發行；第3季集數的BD影碟則改成濃縮成2卷發行，依續在2022年3月至4月期間推出。銷售成績方面，第1季當中最好的是第6卷BD在Oricon公信榜週內銷售排行第6名，第2季為第2卷BD的第7名，第3季則是第1卷BD的第15名。
歌曲CD銷售部份，由大原由衣子演唱的第1季片頭曲《但我才不會說出口呢。》，有在Oricon公信榜週內銷售排行列在第43名，以及告示牌日本熱門動畫金曲榜週內銷售的第14名等等。她在第2季演唱的《Zero Centimetres》，於Oricon的週內銷售成績最高是在第55名。唱片另外有推出堤博明製作的第1、2季原聲帶，和高橋李依演唱的片尾曲翻唱帶，當中第2季片尾曲翻唱帶有擠進Oricon週內銷售的第15名過。
| 卷數  | 發行日期       | 收錄話數       | 規格編號   | 規格編號   |
| 卷數  | 發行日期       | 收錄話數       | BD         | DVD        |
| 第1季 | 第1季          | 第1季          | 第1季      | 第1季      |
| ----- | -------------- | -------------- | ---------- | ---------- |
| Vol.1 | 2018年3月28日  | 第1話－第2話   | TBR-28091D | TDV-28097D |
| Vol.2 | 2018年4月18日  | 第3話－第4話   | TBR-28092D | TDV-28098D |
| Vol.3 | 2018年5月23日  | 第5話－第6話   | TBR-28093D | TDV-28099D |
| Vol.4 | 2018年6月13日  | 第7話－第8話   | TBR-28094D | TDV-28100D |
| Vol.5 | 2018年7月18日  | 第9話－第10話  | TBR-28095D | TDV-28101D |
| Vol.6 | 2018年8月15日  | 第11話－第12話 | TBR-28096D | TDV-28102D |
| 第2季 |                |                |            |            |
| Vol.1 | 2019年9月18日  | 第1話－第2話   | TBR-29175D | TDV-29181D |
| Vol.2 | 2019年10月16日 | 第3話－第4話   | TBR-29176D | TDV-29182D |
| Vol.3 | 2019年11月20日 | 第5話－第6話   | TBR-29177D | TDV-29183D |
| Vol.4 | 2019年12月18日 | 第7話－第8話   | TBR-29178D | TDV-29184D |
| Vol.5 | 2020年1月22日  | 第9話－第10話  | TBR-29179D | TDV-29185D |
| Vol.6 | 2020年2月19日  | 第11話－第12話 | TBR-29180D | TDV-29186D |
| 第3季 |                |                |            |            |
| Vol.1 | 2022年3月16日  | 第1話－第6話   | TBR-31304D |            |
| Vol.2 | 2022年4月20日  | 第7話－第12話  | TBR-31305D |            |

| 類型   | 發售日        | 標題                                        | 規格編號                            |
| ------ | ------------- | ------------------------------------------- | ----------------------------------- |
| 片頭曲 | 2018年2月14日 | 但我才不會說出口呢。                        | THCS-60204（動畫封面版） THCS-60205 |
| 片頭曲 | 2019年7月17日 | Zero Centimetres                            | THCS-60246（動畫封面版） THCS-60245 |
| 片尾曲 | 2018年3月28日 | 擅長捉弄人的高木同學 Cover Song Collection  | THCA-60210                          |
| 片尾曲 | 2019年9月25日 | 擅長捉弄人的高木同學2 Cover Song Collection | THCA-60250                          |
| 原聲帶 | 2018年4月18日 | 擅長捉弄人的高木同學 原聲帶                 | THCA-60211                          |
| 原聲帶 | 2019年9月25日 | 擅長捉弄人的高木同學2 原聲帶                | THCA-60251                          |

## 評價
動畫新聞網肯定作品中採用簡潔線條和暖色調配色，成功傳達出劇中的浪漫氣氛，導演赤城博昭在節奏上也掌握得很好，即使是單純的高木與西片兩人對話場景，也不會令人覺得缺少趣味；較不佳的地方是高木不斷捉弄西片的舉止，可能會令一些觀眾反感，整體表現則給予B+水準。動漫流行文化網站The Boba Culture認為《擅長捉弄人的高木同學》用了純粹、真誠的形式來述說故事內容，可稱得上是最健全的動畫作品。
對於動畫第2季的評價方面，動畫評論網站Honey's Anime表示第2季關注在高木和西片之間的戀情發展，許多小地方有提到高木希望西片能夠願意握住自己的手，而這個細節有在最後幾集裡表現出來；不過和第1季相較之下，第2季喜劇效果不多，而且除了最後兩集之外，前十集的劇情模式有許多雷同地方，在觀賞時容易感到乏味。THEM Anime Reviews則認為第2季做好了續集該有的樣子，內容有讓角色在個性上成長與改變，並且有著和第1季一樣多的魅力，另外稱讚高木的聲優高橋李依的表現，成功結合了淘氣與性感的味道。
在第3季的所有集數裡，動畫新聞網的專欄給了最後一集最高的評價，認為該集的結尾或許留了一些伏筆要給之後上映的電影版採用，不過整體表現上可說是一個最完美的動漫愛情故事，之後若有延續的內容，也只是錦上添花而已。

## 迴響

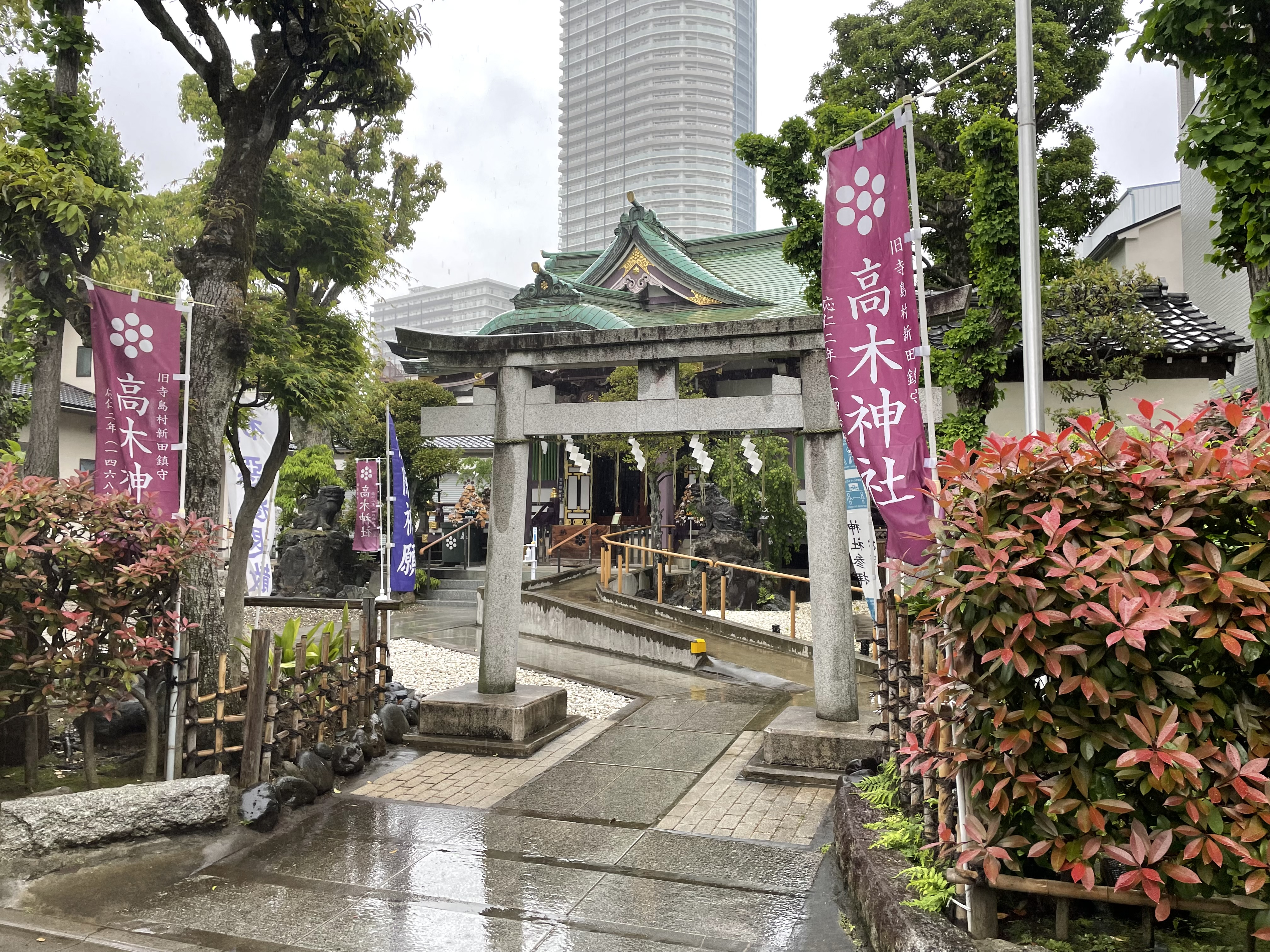
高木神社因動畫製作群的前來參拜而獲得愛好者的關注。

在動畫版獲得迴響後，作品背景舞台小豆島土庄町成為許多漫迷慕名而來的地點，小豆島當地便設計許多搭配動漫內容的觀光行銷方式。例如發行標示出動畫所引用地點的地圖手冊，或是在往返土庄港與高松市的四國渡輪船隻的內外側裡，繪製各角色們的美術圖案，並在港口內休憩處擺置動畫中教室的場景與各個等身大的高木畫板來供遊客觀賞。四國渡輪之後也在2021年期間，安排了外觀帶有高木同學姿態圖樣的班次渡輪。
小豆島土庄町之後有被入選在「想前往的日本動畫聖地88」的2020年版本票選活動當中，這也是土庄町當地首次因動畫作品而被列名的項目。
另外在動畫第1季播放前，赤城博昭等人有前往位於東京墨田區一帶、與劇中角色同名的「高木神社」裡祈福，希望能節目播放順利。該神社之後因節目關係而獲得觀眾的注目，並有與動畫工作室合作在神社裡推出以高木同學為主題的限定御守、繪馬等物品。

## 電影版
電影版在2021年9月1日宣布製作消息，於2022年6月10日上映在日本正式上映。製作成員以負責電視版動畫的赤城博昭班底為主，另外同樣有請大原由衣子創作電影版的主題曲。

## 腳註

### 來源
1. ↑   (PDF). JERO. 2023  [2024-04-12]. （原始内容存档 (PDF)于2024-01-18）.
2. 1 2  . Natalie. 2017-07-12  [2021-06-19]. （原始内容存档于2017-08-05） （日语）.
3. 1 2  . natalie.   [2018年7月15日]. （原始内容存档于2018年7月4日） （日语）.
4. ↑  . 電視動畫《擅長捉弄人的高木同學》官方Twitter. 2019-03-31. （原始内容存档于2021-06-20） （日语）.
5. 1 2 3  . Natalie. 2021-09-01  [2021-09-02]. （原始内容存档于2021-09-01） （日语）.. Natalie. 2021-12-10  [2021-12-12]. （原始内容存档于2021-12-09）.
6. ↑  . Natalie. 2017-11-10  [2021-06-19]. （原始内容存档于2017-12-26） （日语）.
7. 1 2  . Asmik Ace, inc.   [2021-06-19]. （原始内容存档于2018-09-06） （日语）.
8. ↑  . Animate Times. 2019-01-12  [2021-06-19]. （原始内容存档于2019-04-05） （日语）.
9. ↑  中川凌. . Animate Times. 2019-06-19  [2021-06-19]. （原始内容存档于2019-06-22） （日语）.
10. ↑  . IT Media. 2021-09-01  [2021-09-04]. （原始内容存档于2021-09-01） （日语）.
11. 1 2  . 電視動畫官方推特. 2018-03-31  [2021-06-19]. （原始内容存档于2018-12-07） （日语）.
12. ↑  ，6頁
13. 1 2 3 4 5 6  ，86頁
14. 1 2  ，87頁
15. ↑  ，31頁
16. ↑  ，11頁
17. ↑  ，65頁
18. ↑  ，91頁
19. ↑  ，88頁
20. 1 2 3   (PDF). 電視動畫《擅長捉弄人的高木同學》官方網站.   [2021-06-19]. （原始内容存档 (PDF)于2019-03-31） （日语）.
21. ↑  ，79頁
22. 1 2  ，78頁
23. ↑  ，84頁
24. ↑  . . 2021-05-31  [2021-06-27]. （原始内容存档于2021-06-27） （日语）.
25. ↑  . .   [2021-06-27]. （原始内容存档于2021-06-27） （日语）.
26. 1 2  ，92頁
27. 1 2 3  ，94頁
28. ↑  ，75頁
29. 1 2 3 4  ，93頁
30. ↑  ，95頁
31. ↑  . Cho Animedia. 2017-12-21  [2021-06-19]. （原始内容存档于2020-10-27） （日语）.
32. ↑  . Cho Animedia. 2019-07-15  [2021-06-19]. （原始内容存档于2020-10-31） （日语）.
33. ↑  . Animate Times. 2021-12-27  [2022-04-03]. （原始内容存档于2021-12-26） （日语）.
34. ↑  . 电视动画《擅长捉弄的高木同学》官方网站.   [2017-12-12]. （原始内容存档于2017-12-13） （日语）.
35. ↑  . Oricon公信榜.   [2021-06-19]. （原始内容存档于2021-06-20） （日语）.
36. ↑  . Oricon.   [2021-06-19]. （原始内容存档于2021-06-20） （日语）.
37. ↑  . Oricon.   [2022-05-14]. （原始内容存档于2022-05-14） （日语）.
38. ↑  . Oricon公信榜.   [2021-06-19]. （原始内容存档于2019-07-07） （日语）.
39. ↑  . 告示牌日本熱門動畫金曲榜.   [2021-06-19]. （原始内容存档于2018-08-19） （日语）.
40. ↑  . Oricon.   [2021-06-19]. （原始内容存档于2019-07-24） （日语）.
41. ↑  . Oricon.   [2021-06-19]. （原始内容存档于2021-04-18） （日语）.
42. 1 2  . 電視動畫《擅長捉弄人的高木同學》官方網站.   [2018-03-31]. （原始内容存档于2018-04-01） （日语）.
43. ↑  James Beckett. . 動畫新聞網. 2018-07-04  [2021-06-19]. （原始内容存档于2018-07-04） （英语）.
44. ↑  Andrew Pabelico. . The Boba Culture. 2020-03-01  [2021-06-19]. （原始内容存档于2021-06-03） （英语）.
45. ↑  Robby. . Honey's Anime. 2019-10-05  [2021-06-19]. （原始内容存档于2020-10-17） （英语）.
46. ↑  Allen Moody. . THEM Anime Reviews.   [2021-06-19]. （原始内容存档于2020-01-17） （英语）.
47. ↑  James Beckett. . 動畫新聞網. 2022-03-30  [2022-04-03]. （原始内容存档于2022-03-31） （英语）.
48. ↑  長井雄一朗. . Business Journal. 2018-02-19  [2022-06-12]. （原始内容存档于2018-03-26）.
49. ↑  . 產經新聞. 2018-07-29  [2021-06-19]. （原始内容存档于2018-07-29） （日语）.
50. ↑  . 小豆島觀光協會. 2021-03-31  [2021-06-19]. （原始内容存档于2021-05-01） （日语）.
51. ↑  . COOL KAGAWA. 2021-02-11  [2022-04-10]. （原始内容存档于2021-02-11） （日语）.
52. ↑  . 電撃 On Line. 2019-11-01  [2021-06-19]. （原始内容存档于2020-09-26） （日语）.
53. ↑  . Cho Anime. 2017-12-17  [2022-04-03]. （原始内容存档于2022-04-02） （日语）.
54. ↑  . . 2019-08-10  [2022-04-03]. （原始内容存档于2021-04-16） （日语）.
55. ↑  . 高木神社.   [2022-04-03]. （原始内容存档于2018-04-01） （日语）.
56. ↑  . 法米通. 2022-03-26  [2022-04-03]. （原始内容存档于2022-03-29） （日语）.

## 外部連結
- 電視動畫《擅長捉弄人的高木同學》第1季官方網站 （页面存档备份，存于）（日語）
- 電視動畫《擅長捉弄人的高木同學》第2季官方網站 （页面存档备份，存于）（日語）
- 電視動畫《擅長捉弄人的高木同學》第3季官方網站 （页面存档备份，存于）（日語）
- 電視動畫《擅長捉弄人的高木同學》的X（前Twitter）（日語）